# Avitus variabilis
Avitus variabilis là một loài nhện trong họ Salticidae.
Loài này thuộc chi Avitus. Avitus variabilis được Cândido Firmino de Mello-Leitão miêu tả năm 1945.